# Roger Tabra
Roger Tabra, né le 4 février 1949 et mort le 11 mars 2016 au Creusot, est un poète, parolier, auteur et interprète de musique française. Il est né à Strasbourg. Sa mère est Allemande et son père Berbère d'origine chaouie,. Il vit en France avant de s'établir au Québec en 1992.

## Reportage sur sa vie
En 2015, ICI ARTV diffuse un épisode de Lumière sur complètement dédié à la vie et l'œuvre de Tabra.

## Parcours professionnel
Roger Tabra a écrit plus de quatre cents chansons pour plus de cinquante artistes. Il commence sa carrière comme chanteur en créant son premier album, Descente vers l’espoir, en 1996. Il se fait connaître comme auteur avec la chanson N'importe quoi, interprétée par Éric Lapointe. Cette collaboration marque le départ d'une carrière fulgurante. Sa poésie intense, désespérée, bouleverse et dérange. Ses textes ont été interprétés au Québec et à l'étranger par les grands noms de la chanson : Éric Lapointe, Ginette Reno, Johnny Hallyday, Isabelle Boulay, Garou, Luce Dufault, Bruno Pelletier, Dan Bigras, Roch Voisine, Laurence Jalbert, Les Respectables, Adam Cohen, France D'Amour, Marie-Chantal Toupin, Sylvain Cossette, Mario Pelchat, Marie Carmen, Soul Attorneys, Dubmatique, etc..

## Roman
En 2010, il publie La Folitude (éditions Michel Brûlé) son tout premier roman dans lequel autobiographie et fiction se mélangent. Il censure tous les passages qui traitent de la vie personnelle de ses amis du milieu artistique.

## Discographie
- 1994 : Obsession, album du chanteur Éric Lapointe
- 1996 : Invitez les vautours, album du chanteur Éric Lapointe
- 1996 : Descente vers l'espoir, album de Roger Tabra, avec Productions 1001-Sons[8]
- 1998 : États d'amour, album d'Isabelle Boulay, auteur des paroles de la chanson États d'amour
- 1998 : Le Chien, album de Dan Bigras, GSI Musique
- 1998 : Milliard de choses, album de Luce Dufaut, les disques Lunou
- 1998 : Le silence des roses, album de France D'Amour
- 2001 : Papa, pourquoi tu cries ?, chez Choc[8]
- 2010 : Le Ciel de mes combats, album du chanteur Éric Lapointe
- 2011 : Avoir autant écrit, album hommage à Roger Tabra[7]
- 2013 : Les arbres volent, album de Nadège Vacante, autrice des chansons Les arbres volent, Paris n'est plus pour moi, La folle, Lui (sur des musiques du compositeur pianiste Gérard Beauchamp)
- 2014 : Jour de nuit, album du chanteur Éric Lapointe

## Distinctions
Entre 1999 et 2016, Tabra est récipiendaire de nombreux prix ADISQ, Félix et Socan pour les nombreuses chansons qu'il a écrites pour divers artistes.
En 2000, N'importe quoi fait partie du palmarès des 100 meilleures chansons du millénaire déterminé par Énergie radio.
En 2013, Tabra reçoit la Médaille de l'Assemblée nationale pour l'ensemble de son œuvre à la salle Claude-Léveillée à Montréal.